# Décès en juillet 2003
Décès
- 1999
- 2000
- 2001
- 2002
- 2003
- 2004
- 2005
- 2006
- 2007

Pour une information complémentaire, voir la page d'aide.

| Date        | Nom                                               | Activités                                                            | Âge     | Source |
| ----------- | ------------------------------------------------- | -------------------------------------------------------------------- | ------- | ------ |
| 1er juillet | Berta Ambrož                                      | chanteuse yougoslave puis slovène                                    | 58      | (sl)   |
| 1er juillet | Élie Fruchart                                     | Joueur et entraîneur de football français.                           | 80      |        |
| 1er juillet | Khieu Ponnary                                     | femme politique cambodgienne                                         | 83      |        |
| 1er juillet | Herbie Mann                                       | flûtiste de jazz américain                                           | 73      |        |
| 1er juillet | N!xau                                             | fermier bochiman, acteur namibien                                    | 58      |        |
| 4 juillet   | Barry White                                       | chanteur noir américain, vendeur de plus de cent millions de disques | 58      |        |
| 5 juillet   | Isabelle d'Orléans-Bragance « comtesse de Paris » | écrivain, épouse du prétendant orléaniste à la couronne de France    | 91      |        |
| 6 juillet   | Pepe Dominguín                                    | matador espagnol                                                     | 82      |        |
| 6 juillet   | Buddy Ebsen                                       | acteur, chanteur, producteur et compositeur américain                | 95      |        |
| 6 juillet   | Antonio Ignacio Velasco García                    | cardinal vénézuélien, archevêque de Caracas                          | 74      |        |
| 7 juillet   | Valentin Bibik                                    | compositeur ukrainien                                                | 62      |        |
| 8 juillet   | Etsuko Inada                                      | patineuse artistique japonaise                                       | 79      |        |
| 9 juillet   | Yvonne Cheffer-Delouis                            | peintre post-impressionniste française                               | 92      |        |
| 12 juillet  | Benny Carter                                      | saxophoniste de jazz américain                                       | 95      |        |
| 14 juillet  | Compay Segundo                                    | chanteur cubain                                                      | 95      |        |
| 16 juillet  | Carol Shields                                     | écrivain canadienne, Prix Pulitzer en 1995                           | 68      |        |
| 19 juillet  | Elena Caffarena                                   | Avocate et féministe chilienne                                       | 100     |        |
| 20 juillet  | Lauri Aus                                         | coureur cycliste estonien                                            | 32      |        |
| 20 juillet  | Julio Gonzalvo                                    | footballeur espagnol                                                 | 86      | (en)   |
| 21 juillet  | Miguelín (Miguel Mateo Salcedo)                   | matador espagnol                                                     | 64      |        |
| 21 juillet  | Bakary Soumano                                    | chef des griots du Mali                                              | inconnu |        |
| 22 juillet  | John Davies                                       | athlète néo-zélandais                                                | 65      |        |
| 22 juillet  | Oudaï Hussein                                     | homme politique irakien                                              | 39      |        |
| 23 juillet  | Adolphe Deledda                                   | coureur cycliste français                                            | 83      |        |
| 24 juillet  | Ella Campbell                                     | Botaniste néo-zélandaise                                             | 92      |        |
| 25 juillet  | Jean-Pierre Abraham                               | écrivain français                                                    | 63      |        |
| 25 juillet  | Jiří Horák                                        | homme politique tchèque                                              | 79      | (en)   |
| 25 juillet  | John Schlesinger                                  | réalisateur britannique                                              | 77      |        |
| 28 juillet  | Bob Hope                                          | acteur américain                                                     | 100     |        |
| 30 juillet  | Mendel L. Peterson                                | officier de marine et archéologue américain                          | 85      |        |
| 31 juillet  | Frederick Coffin                                  | acteur américain                                                     | 60      |        |